# Eosentomon maai
Eosentomon maai är en urinsektsart som beskrevs av Chao och Chen 1996. Eosentomon maai ingår i släktet Eosentomon och familjen trakétrevfotingar. Inga underarter finns listade i Catalogue of Life.